# Phoenicopterus chilensis
Il fenicottero del Cile (Phoenicopterus chilensis Molina, 1782) è un uccello della famiglia Phoenicopteridae, diffuso in Sudamerica.

## Distribuzione e habitat
La specie è diffusa in Argentina, Bolivia, Brasile, Cile, Ecuador, Paraguay, Perù e Uruguay.
Predilige le pianure fangose che si trovano in prossimità degli estuari fluviali, nelle aree lagunari e nei laghi salati, sino a 4.500 m di altitudine.